# Claude Clerselier
Claude Clerselier (Parigi, 1614 – Parigi, 1684) fu amico, seguace ed editore di numerose opere di Cartesio e tradusse in francese dall'originale latino i cartesiani Principia philosophiae .

## Biografia

Tractatus de formatione foetus, 1672

«...La passione che aveva concepito per la filosofia e gli scritti di Cartesio si estese talmente alla sua persona che ogni interesse dell'uno divenne l'interesse dell'altro.» 
Clerselier apparteneva a una famiglia dove ricorreva la professione di avvocato e fu lui stesso avvocato che dopo la morte di Marin Mersenne, "il segretario dotto d'Europa", tenne una vasta corrispondenza con gli intellettuali europei e nel 1648 fu il contatto principale di Descartes a Parigi.
Dopo la morte di Cartesio, Clerselier ricevette per nave nel 1654 da Pierre Chanut, ambasciatore in Svezia   che aveva sposato nel 1626 la sorella di Clerselier, Margherita, il patrimonio degli scritti cartesiani rimasti a Stoccolma che si incaricò di pubblicare e rivedere: in particolare curò l'edizione delle Lettres (Paris, 1657, 1659 e 1667),de L'Homme, e un Traité de la formation du fœtus du mesme auteur avec les remarques de Louys de La Forge, (1664), L'Homme...et...Le Monde, (1667) e la quarta edizione riveduta dei Principes de Philosophie, (1681).
Nel 1676, permise a Leibniz, che soggiornava a Parigi, di leggere gli inediti di Descartes in suo possesso; le trascrizioni di Leibniz furono pubblicate col titolo Cogitationes privatae da Foucher de Careil nel 1860.
Fervente praticante cattolico volle dare di Cartesio una rappresentazione edificante e moralista fondandola su una particolare selezione delle sue lettere.